# نسيب (شعر)
النسيب هو شكل أدبي عربي، وهو مقدمة غزلية أو غرامية للقصيدة الشعرية الطويلة. ومع ذلك، على الرغم من أن كلمة النسيب في بداية تطور الشكل تعني (أغنية حب)، إلا أنها أصبحت تغطي أنواعًا أوسع بكثير من المحتوى: "عادةً ما يُفهم النسيب على أنه الجزء الأول من القصيدة حيث يتذكر الشاعر حبيبته. في العصور اللاحقة، وقف النسيب بمفرده، وبهذا التطور أصبح النسيب يُفهم أحيانًا على أنه الشعر الغزلي.
تظهر أمثلة مبكرة وبارزة للنسيب في معلقات شاعري الجاهلية في القرن السادس مثل عنترة بن شداد وامرؤ القيس. نقلًا عن معلقة امرؤ القيس :

ومن أبرز مجموعات النسيب المستقلة (غير المضمنة في القصيدة) كتاب ترجمان الأشواق لمحيي الدين ابن العربي، وهو عبارة عن مجموعة من واحد وستين نسيبًا.

## قراءة إضافية
- ياروسلاف ستيتكيفيتش، نسمات نجد: شعرية الحنين في قصيدة النسيب العربية الكلاسيكية (شيكاغو: مطبعة جامعة شيكاغو، 1993)
- ياروسلاف ستيتكيفيتش، "نحو معجم رثائي عربي: الكلمات السبع للنسيب"، في سوزان بينكني ستيتكيفيتش، محرر. إعادة التوجيه: الشعر العربي والفارسي (بلومنجتون، إنديانا: مطبعة جامعة إنديانا، 1994): 58-129.